# Codename Eagle
Codename Eagle è uno sparatutto in prima persona sviluppato da Refraction Games e prodotto da Take 2 Interactive. Pubblicato nel 1998 da Take 2 Interactive per Microsoft Windows, utilizza il motore grafico Refractor Engine, che in seguito verrà utilizzato per la serie Battlefield. Il gioco è dotato di una forte componente multiplayer, grazie alle mappe particolarmente distese e alla possibilità di guidare veicoli. Codename Eagle è ambientato in un passato alternativo dove non è mai avvenuta la prima guerra mondiale, e la Russia sta cercando di conquistare l'Europa. Per tutte queste caratteristiche Codename Eagle è considerato il predecessore "spirituale" di Battlefield.